# Ballestero genovés

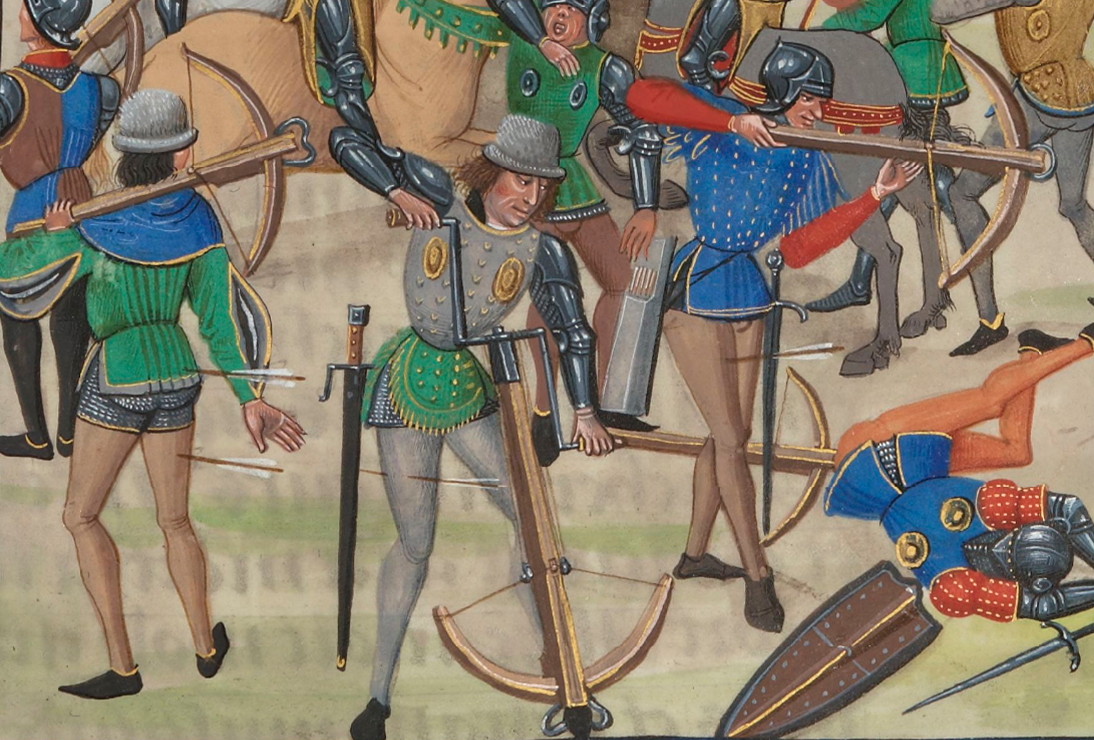
Ballesteros genoveses durante la Batalla de Crécy

Los ballesteros genoveses (en italiano: Balestrieri genovesi) fueron un famoso cuerpo militar de la Edad Media, que sirvió tanto en defensa de la República de Génova como fuerza mercenaria para otras ciudades-estado italianas
Armados con ballestas, pelearon en batallas terrestres y navales; casos notables de esto último son las batallas de Meloria y Curzola.

## Afiliación
Los miembros del los ballesteros genoveses entrenaban y se organizaban en Génova, pero también provenían de otras partes de Liguria. También venían de las regiones de Monferrato, ciertas ciudades de la Llanura del Po, incluyendo Pavía, Plasencia y Parma, así como Córcega, pero se formaron y organizaron en Génova. Los comandantes de las compañías normalmente provenían de las familias nobles de la ciudad.

## Equipamiento
Su armamento principal era la ballesta. A la misma  se la cargaba con el crocco, el gancho del cinturón que siempre debían llevar los ballesteros genoveses (esta recomendación se puede leer en las leyes genovesas de 1363). Los artesanos que producían esta arma, eran los balistai (este nombre, sin embargo, a menudo se usaba para mencionar a los propios ballesteros), que se unieron para formar un gremio en el siglo XIII.
Además, los mercenarios iban equipados con una daga, un casco de metal ligero, un gorjal, cota de malla y un escudo grande, llamado pavés, el cual se usaba mientras se recargaba la ballesta. El equipo habitual consistía en un ballestero y dos ayudantes, uno sosteniendo el pavés, mientras que un segundo se encargaba de cargar una segunda ballesta, aumentando al doble la cadencia de disparo.
El tejido utilizado para las túnicas de los ballesteros es una especie de antepasado de los vaqueros azules modernos. Cada ballestero debía llevar consigo al menos 20 saetas con punta piramidal o virotes con punta cónica, (se penaliza el incumplimiento de esta norma), y cada galera genovesa, en tiempos de guerra, debía tener a bordo al menos cuatro ballesteros, que estaban exentos de las tareas a bordo.
También debe recordarse que los ballesteros siempre dependieron directamente de la República de Génova y no podían establecerse como una Compagnia di ventura, (una especie de tropa mercenaria medieval italiana organizada y guiada por un condotiero) sin una bandera. Solo el gobierno de la ciudad podía autorizar el uso de estas tropas fuera de las fronteras de la República de Génova, así como para cobrar el dinero derivado de su alquiler.

## Historia

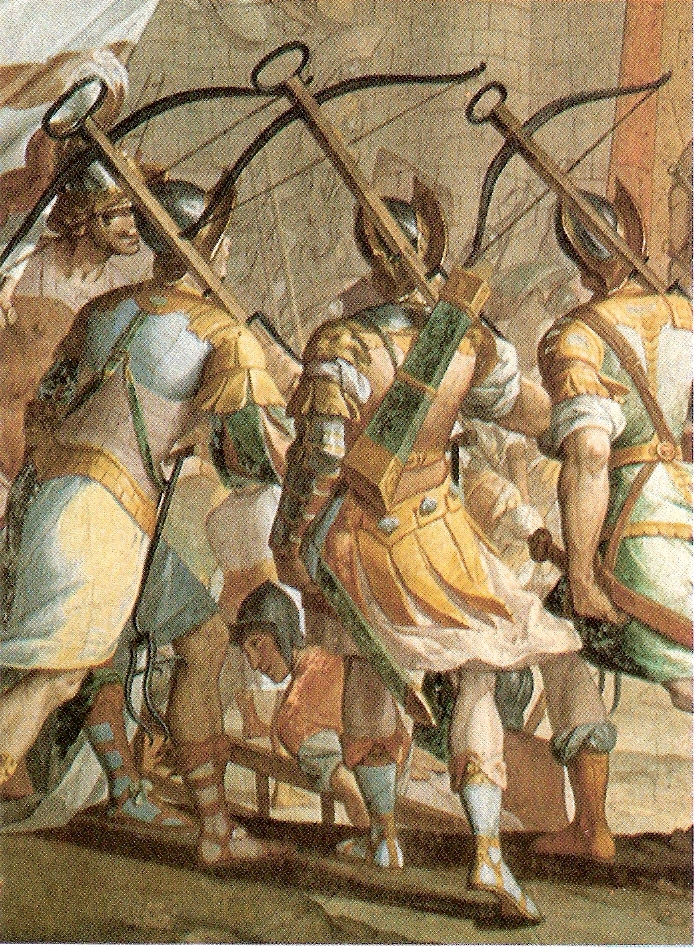
Fresco del pintor Lazzaro Tavarone en el Palazzo Cattaneo Adorno, describiendo a los ballesteros de Génova durante el sitio de Jerusalén.

Los ballesteros genoveses se hicieron conocidos durante la Primera Cruzada, cuando el comandante de Génova Guglielmo Embriaco empleó al cuerpo durante el asedio de Jerusalén, y luego en la Batalla de Jafa en 1192 durante la Tercera Cruzada. Los ballesteros genoveses fueron uno de los cuerpos militares más respetados hasta el siglo XVI, hasta bien introducidas las armas de fuego en Europa. 
Las grandes pérdidas producidas por los ballesteros genoveses llevaron a monarcas medievales a aplicar medidas extremas. Federico II, después de la derrota en el asedio de Parma provocada durante una de las salidas de los defensores genoveses, ordenó que a todo ballestero tomado como prisionero se le cortaran sus dedos.
Durante la Batalla de Crécy, en agosto de 1346, más de 5 000 ballesteros genoveses, dirigidos por Ottone Doria y Carlo Grimaldi, sirvieron al ejército francés en la primera línea contra los ingleses. Desafortunadamente la naturaleza escarpada del terreno jugó en contra del avance francés a Crécy, y las carretas donde se transportaban los paveses y la munición extra tuvieron que ser dejados atrás, por lo que los ballesteros fueron incapaces de desplegar su equipo habitual. Alrededor de las 16:00 hs. un temporal de lluvias repentino surgió. Los arqueros de tiro largo ingleses simplemente le quitaron las cuerdas a sus arcos, guardándolas en sus bolsas de cuero, evitando que se mojen. A las ballestas, por otro lado, no se le puede quitar y colocar la cuerda sin el uso de herramientas. Las cuerdas de las ballestas terminaron empapadas por la lluvia. Cuándo amainó la lluvia e intentaron usar las ballestas una hora más tarde, con las cuerdas mojadas y por tanto incapaces de tensarse, durante el ataque inicial contra el emplazamiento inglés, las ballestas terminaron siendo en su mayoría inútiles. Cuando los ballesteros genoveses, desprotegidos por su habitual pavés, se vieron bajo el fuego de lo arqueros de tiro largo ingleses, el comandante genovés, Ottone Doria, ordenó a sus tropas retroceder. Los caballeros franceses comandados por Carlos II de Alençon situados detrás de los genoveses vieron esto y, considerándolo como un acto de cobardía, los mataron mientras se retiraban. La mayoría de los ballesteros fueron asesinados, incluyendo a su comandante. Con muy pocas bajas, los ingleses ganaron la batalla fácilmente disparando a gran distancia con sus arcos largos contra los hombres de armas franceses y los ballesteros genoveses.